# Város vs Vidék
A Város vs Vidék egy finn licencen alapuló vetélkedő, amelyben egy vidéki és egy városi csapat küzd meg egymással.
Az első évad – 2022. augusztus 8-a és szeptember 2.-a között futott a TV2-n.
A műsorvezetők Till Attila és Gáspár Zsolti.

## Előzmények
A műsort és a jelentkezését először 2022. február 26-án bejelentette a TV2, amely a műsort 10 millió forint fődíjazásával indítja.
A műsor mindhárom előzetesét 2022. július 18-án – egy héttel a premierdátum előtt – jelentették be, majd július 26-án bejelentették a műsor időpontját is.

## Epizódok
| Évad | Évad | Részek száma | Részek száma | Eredeti sugárzás   | Eredeti sugárzás    | Eredeti adó |
| Évad | Évad | Részek száma | Részek száma | Évadbemutató       | Évadzáró            | Eredeti adó |
| ---- | ---- | ------------ | ------------ | ------------------ | ------------------- | ----------- |
|      | 1.   | 20           | 20           | 2022. augusztus 8. | 2022. szeptember 2. |             |